# Episodi di Walker Texas Ranger (settima stagione)

Logo della settima stagione

La settima stagione della serie televisiva Walker Texas Ranger, formata da 23 episodi, è stata trasmessa sul canale statunitense CBS dal 26 settembre 1998 al 22 maggio 1999.
Invece in Italia viene trasmessa in prima visione su Italia 1 dal 22 ottobre 1999 al 13 gennaio 2000.
| nº | Titolo originale          | Titolo italiano               | Prima TV USA      | Prima TV Italia  |
| -- | ------------------------- | ----------------------------- | ----------------- | ---------------- |
| 1  | The Wedding: Part 2       | Il matrimonio (seconda parte) | 26 settembre 1998 | 22 ottobre 1999  |
| 2  | Trackdown                 | Braccato                      | 22 ottobre 1998   | 22 ottobre 1999  |
| 3  | Royal Heist               | Uno spettro del passato       | 10 ottobre 1998   | 1º novembre 1999 |
| 4  | War Cry                   | Grido di guerra               | 17 novembre 1998  | 1º novembre 1999 |
| 5  | Code of the West          | Il codice del West            | 24 ottobre 1998   | 8 novembre 1999  |
| 6  | The Children of Halloween | Ladro di bambini              | 31 ottobre 1999   | 8 novembre 1999  |
| 7  | Survival                  | L'incubo                      | 7 novembre 1999   | 15 novembre 1999 |
| 8  | Second Chance             | Ultima chance                 | 14 novembre 1998  | 15 novembre 1999 |
| 9  | Paradise Trail            | Un Ranger nel Far West        | 21 novembre 1998  | 22 marzo 2001    |
| 10 | Eyes of a Ranger          | Il sogno di Kelly             | 5 dicembre 1998   | 22 marzo 2001    |
| 11 | On the Border             | Indagine al confine           | 12 dicembre 1998  | 29 marzo 2001    |
| 12 | Lost Boys                 | Piccoli omicidi               | 9 gennaio 1999    | 29 marzo 2001    |
| 13 | Special Witness           | L'ultimo testimone            | 16 gennaio 1999   | 5 aprile 2001    |
| 14 | The Principal             | Il bene e il male             | 6 febbraio 1999   | 5 aprile 2001    |
| 15 | Team Cherokee: Part 1 & 2 | Un rivale scomodo             | 13 febbraio 1999  | 16 aprile 2001   |
| 16 | Team Cherokee: Part 1 & 2 | Un rivale scomodo             | 20 febbraio 1999  | 16 aprile 2001   |
| 17 | Live-girls.now            | Schiave bianche               | 27 febbraio 1999  | 23 aprile 2001   |
| 18 | No Way Out                | Test mortale                  | 18 aprile 1999    | 30 aprile 2001   |
| 19 | Brothers in Arms          | Missione in incognito         | 24 aprile 1999    | 30 aprile 2001   |
| 20 | Mind Games                | Scherzi della mente           | 1º maggio 1999    | 7 maggio 2001    |
| 21 | Power Angels              | Il potere degli angeli        | 8 maggio 1999     | 7 maggio 2001    |
| 22 | Jacob's Ladder            | Il coraggio di Jacob          | 15 maggio 1999    | 13 maggio 2001   |
|    |                           |                               |                   |                  |
| 23 | Moment of Thuth           | Il poeta serial killer        | 6 marzo 1999      | 2000             |
| 24 | Fighting Back             | Un kimono per Sarah           | 13 marzo 1999     | 2000             |
| 25 | Daddy's Girl              | La figlia di Butch            | 20 marzo 1999     | 2000             |
| 26 | Lost & Found              | Il padre ritrovato            | 3 aprile 1999     | 2000             |
| 27 | Underground               | Il mondo sotto terra          | 10 aprile 1999    | 2000             |
| 28 | Thunder by Your Side      | Tony lo squalo                | 17 aprile 1999    | 2000             |
|    |                           |                               |                   |                  |
| 29 | In Harm's Way Part 1      | Mister "O" (1)                | 22 maggio 1999    | 31 novembre 2001 |

## Il matrimonio (seconda parte)
- Titolo originale: The Wedding: Part 2
- Diretto da: Michael Preece
- Scritto da: Gordon T. Dawson

### Trama
Dopo l'attentato Storm riesce a fuggire, mentre Alex finisce in coma e viene ricoverata in ospedale. Walker e Trivette, mentre C.D. sorveglia Alex, obbligano uno dei killer a confessare, scoprendo che Storm prima di fuggire da Dallas ha intenzione di vendere un grosso carico d'armi. I Ranger arrestano quindi un gran numero di trafficanti d'armi interrogando anch'essi su Storm. Egli (che nel frattempo ha fatto uccidere il killer in prigione) si fa prestare alcuni uomini dal trafficante delle armi, mandandoli in ospedale a eliminare Alex. Il tentativo fallisce e i Ranger, seguendo uno degli uomini, catturano anche il suo capo, che rivela il nascondiglio di Storm. Il boss cerca di sparare a Walker e di ucciderlo con un coltello, ma durante la lotta cade sul suo coltello e muore. Alex si riprende dal coma e Walker le chiede di sposarlo.

## Braccato
- Titolo originale: Trackdown
- Diretto da: Jerry Jameson
- Scritto da: William T. Conway

### Trama
Walker arresta Hector, il marito di una nipote di Carlos, accusato di aver aggredito e rapinato il suo capo. In realtà il giovane, licenziato senza motivo, aveva litigato con il datore di lavoro che si rifiutava di pagarlo, ma il capo e due falsi testimoni lo fanno condannare. Nella prigione tre guardie corrotte, oltre a maltrattare i carcerati, spacciano droga all'insaputa del direttore, così uno dei detenuti ruba il registro in cui essi segnano i loro traffici e lo consegna come prova a Hector, che sta per essere rilasciato. Il detenuto viene però ucciso dalle guardie ed Hector evade per salvarsi. Inizia così una caccia all'uomo e le tre guardie corrotte, con la scusa di fermare l'evaso, vogliono in realtà ucciderlo prima che egli le denunci. Alla caccia si unisce Carlos, che apprende da Hector la verità e lo aiuta a fuggire; Carlos, aiutato in seguito da Walker, arresta le tre guardie ed Hector viene assolto.

## Uno spettro del passato
- Titolo originale: Royal Heist
- Diretto da: Michael Preece
- Scritto da: Nicholas Corea

### Trama
Durante una rapina uno dei ladri viene ucciso da una guardia, venendo poi riconosciuto come un agente in incognito. L'uomo stava indagando sul capo della banda per arrivare al boss che si fa chiamare "Il grande capo" e catturare anch'esso. Trivette si finge un delinquente per sostituirlo; nel frattempo Alex ha inaugurato un centro sociale e riceve la visita di un'amica, preoccupata per suo figlio che sta diventando un teppista. Carlos inizia così a seguire il ragazzino, presentandogli alcuni teppisti che si sono rovinati la vita finendo in prigione; il giovane è sconvolto, ma in seguito decide di lasciare la banda. Intanto i rapinatori hanno programmato un furto in un museo: Trivette non riesce ad avvertire Walker, che tuttavia arriva ugualmente sul posto. Il capo della banda, che era stato appena scarcerato, viene catturato, mentre Trivette arresta "Il grande capo" che prima aveva cercato di aiutare credendolo un ostaggio.

## Grido di guerra
- Titolo originale: War Cry
- Diretto da: Karl Kases
- Scritto da: Nicholas Corea

### Trama
Nella riserva Cherokee il fiume è inquinato; vari bambini si sono ammalati per avervi fatto il bagno e alcuni sono morti. Avvertito da Sam Coyote, l'agente della riserva, Walker arriva per indagare. Una fabbrica sembra essere all'origine dell'inquinamento, ma le analisi fatte sull'acqua non trovano nessuna sostanza nociva: Walker e gli altri sospettano che vi sia uno scarico abusivo oltre a quello dichiarato. Due fratelli della riserva iniziano a indagare per conto loro e uno di essi, padre di uno dei bambini morti, scopre lo scarico, ma viene ucciso dai sorveglianti della fabbrica. Quando Walker e Sam scoprono lo scarico abusivo e il cadavere, un gruppo di Cherokee inizia a compiere vandalismi contro la ditta, guidati dal fratello del morto che poi penetra nella fabbrica con l'intenzione di uccidere il direttore. Walker riesce a fermarlo e arresta il capo della ditta.

## Il codice del West
- Titolo originale: Code of the West
- Diretto da: Michael Preece
- Scritto da: Janet A. Wilson e Michael L. Wilson

### Trama
Morgan, un delinquente evaso di prigione, con l'aiuto di alcuni complici si vendica delle persone che lo avevano arrestato e condannato e le impicca. L'uomo procede nella sua vendetta recandosi nella villa del giudice che insieme ad Alex l'aveva fatto condannare, che però non si trova in casa: ha difatti organizzato una gita a cavallo per alcuni bambini figli dei detenuti, a cui partecipano anche la sua nipotina Katie, C.D. e Alex. Il criminale irrompe nel campeggio ferendo C.D., cattura il giudice e si prepara a impiccarlo, nonostante sua figlia Cindy, che si trova tra i bambini, lo preghi di non farlo. L'arrivo di Walker e Trivette salva il giudice, che decide poi di adottare la figlia del delinquente, diventata amica di sua nipote.
● Guest Star: Lindsey Ginter (Morgan), Mike Connors (giudice), Amanda Fuller (Katie), Camilla Belle (Cindy)

## Ladro di bambini
- Titolo originale: The Children of Halloween
- Diretto da: João Fernandez
- Scritto da: Bob Gookin

### Trama
Un folle che si crede figlio del Diavolo rapisce alcuni bambini assieme alla sua compagna con l'intenzione di sacrificarli al demonio la notte di Halloween. Sul luogo di ogni rapimento i due criminali lasciano un simbolo satanico, e i Ranger partono da ciò per iniziare le indagini; nel frattempo Alex cerca di impedire uno dei sequestri venendo però rapita anch'essa. Leggendo un libro sulle messe nere Walker intuisce il piano dei satanisti e scopre che il rito deve avere luogo la mezzanotte di Halloween in un cimitero: inizia quindi a controllarli tutti con l'aiuto di Trivette, Trent e Carlos. Il "figlio del Diavolo", aiutato da alcuni complici, sta per uccidere Alex e dopo di lei i bambini, ma l'arrivo dei Ranger lo interrompe. Il criminale si rifiuta di arrendersi e anzi cerca di uccidere Walker con un coltello, ma nella lotta cade sul suo coltello e muore. La sua compagna e gli altri satanisti vengono arrestati.

## L'incubo
- Titolo originale: Survival
- Diretto da: Jerry Jameson
- Scritto da: Bob Gookin

### Trama
Walker, Alex e Trivette, accompagnati da Trent e Carlos, stanno trascorrendo una vacanza in montagna. Tre criminali del luogo, fratelli tra loro, scendono però in città e uno di loro fa avance ad Alex, venendo poi cacciato assieme agli altri dallo Sceriffo. Il mattino dopo i tre tornano all'attacco, rapiscono Alex e uccidono lo Sceriffo. I Ranger iniziano a inseguire i criminali, neutralizzando inoltre una banda di produttori di droga che avevano l'ordine di eliminare chiunque si avvicinasse al covo dei tre fratelli. Essi fanno cadere alcuni massi sui Ranger e Trivette, rimasto ferito, viene riaccompagnato in città da Carlos. Alex, arrivata al covo dei delinquenti, scopre che essi hanno rapito altre due donne che tengono come schiave; Alex cerca di fuggire facendo infuriare i tre fratelli, che vengono però sconfitti da Walker e Trent e poi arrestati.

## Ultima chance
- Titolo originale: Second Chance
- Diretto da: Christian I. Nyby III
- Scritto da: Bruce Cervi e John Lansing

### Trama
Adam McQuire, un uomo che combatte per la pace in Irlanda (già apparso nell'episodio Una pace difficile), si reca a Dallas per fare operare sua figlia Jennifer, malata di leucemia. Walker fa un annuncio in televisione per cercare un donatore compatibile; il donatore viene trovato, ma l'annuncio fa sapere a un gruppo di ribelli dove si trova la ragazzina. I criminali rubano un'ambulanza per fingersi medici e riescono a rapire Jennifer, per obbligare suo padre a rinunciare a un accordo di pace. Uno dei criminali attira inoltre Walker in trappola con l'intenzione di ucciderlo, ma la cosa fallisce e i ribelli vengono scoperti e arrestati. Jennifer è ormai in gravi condizioni, ma viene operata e si riprende.

## Un Ranger nel Far West
- Titolo originale: Paradise Trail
- Diretto da: Michael Preece
- Scritto da: Nicholas Corea

### Trama
C.D. sta organizzando la festa per il compleanno di Walker e gli ha comprato un libro sulle avventure di Cooper, che poi legge a Trivette e Alex. In questa storia Cooper, all'epoca un cacciatore di taglie e non un Ranger, riceve l'incarico di catturare tre fratelli a capo di un gruppo di banditi e decide di cercarli lungo una pista percorsa dai coloni. I delinquenti hanno difatti intenzione di derubare una carovana di Mormoni, ma il loro tentativo fallisce per l'arrivo di Cooper, che ne uccide alcuni e ne cattura un altro. Cooper resta a proteggere la carovana, difatti i delinquenti assaltano nuovamente i Mormoni obbligando il loro capo a rilasciare il prigioniero. I banditi non rispettano tuttavia gli accordi, secondo cui dovevano rinunciare alla rapina, e Cooper li uccide in una sparatoria. La narrazione torna nel presente con l'arrivo di Walker nel bar.

## Il sogno di Kelly
- Titolo originale: Eyes of the Rangers
- Diretto da: Michael Preece
- Scritto da: Gordon Dawson e Dawn Ritchie

### Trama
Durante un'operazione antidroga i Ranger arrestano Brad, il figlio di un imprenditore, assieme ad altri giovani e a una ragazza che si trovava casualmente sul posto. Essa, di nome Kelly, era stata ingannata da Brad che diceva di volerla lanciare come cantante, pretendendo in cambio una relazione. Il padre di Brad, all'oscuro dei traffici del figlio, lo fa rilasciare pensando a un errore dei Ranger, poiché la droga non è stata trovata. Nel frattempo Kelly deve lavorare nel centro sociale aperto da Alex e dimostra di avere talento nel canto, così Alex le propone di cantare a un rodeo a cui partecipa Walker. La serata ha successo e Kelly viene assunta per un altro concerto, ma Brad la perseguita ed essendo geloso di lei le impedisce di esibirsi, facendola poi rapire dai suoi amici, che però vengono sconfitti da Trent e Walker. Intanto i Ranger sono ormai sicuri che Brad nasconda la droga in uno degli edifici del padre, così Walker fa un patto con l'imprenditore: rinuncerà al suo lavoro di Ranger se non troverà la droga. Brad viene arrestato e Kelly continua i concerti.
● Guest Star: Sean Kanan (Brad)

## Indagine al confine
- Titolo originale: On the Border
- Diretto da: Jerry Jameson
- Scritto da: Allan Cole

### Trama
In una cittadina al confine del Messico lo sceriffo obbliga i camionisti a trasportare droga per lui e ne uccide uno che si era rifiutato facendolo esplodere con il suo camion, dichiarando poi che il guidatore ha avuto un incidente in quanto drogato. La madre del giovane non crede alla versione ufficiale e convince Alex a indagare assieme a Walker e Trivette. Benché lo sceriffo si finga disponibile nei loro confronti, i Ranger iniziano a sospettare di lui e in seguito fermano uno dei camionisti coinvolti; Carlos si finge suo parente per consegnare la droga agli agenti corrotti, che vengono così arrestati. Nel frattempo Alex viene avvicinata dalla fidanzata del giovane, il quale in realtà è sopravvissuto all'incidente ed è nascosto in una baracca. Lo sceriffo lo scopre e intende ucciderli; Alex fugge facendosi inseguire e quando viene ripresa Walker la salva e arresta lo sceriffo. Tempo dopo il camionista si è ripreso e festeggia le sue nozze assieme ad Alex e ai Ranger.

## Piccoli omicidi
- Titolo originale: Lost Boys
- Diretto da: Rich Thorne
- Scritto da: Robin Madden

### Trama
Il padrone di una sala giochi è un criminale che compie rapine e obbliga alcuni ragazzi che frequentano il suo locale ad aiutarlo. Una notte il delinquente si trova davanti un agente di polizia e lo uccide, dando poi la pistola a uno dei ragazzi che, inseguito, nasconde l'arma a casa di Jesse, suo amico e nipote di Carlos. Jesse fugge quando sua madre trova la pistola, ma successivamente Walker e Carlos lo trovano e lo arrestano. Jesse, accusato di avere ucciso il poliziotto, non può dire la verità perché il criminale ucciderebbe lui e sua madre; anzi il suo avvocato, alleato con il delinquente, lo obbliga a dichiararsi colpevole se vuole salvare sua madre, nel frattempo presa in ostaggio. Il ragazzo e la madre rischiano di essere eliminati ugualmente ma i Ranger, avvertiti dall'amico di Jesse, salvano entrambi, catturano poi il vero colpevole e l'avvocato corrotto.
● Guest Star: Michael Fishman, Todd Lowe

## L'ultimo testimone
- Titolo originale: Special Witness
- Diretto da: Christian I. Nyby III
- Scritto da: Bob Gookin

### Trama
Sally, una ragazzina affetta dalla sindrome di Down, si sta allenando per partecipare alle olimpiadi speciali; nel frattempo Alex ha ottenuto un processo contro Morris Foley, un boss mafioso, che tuttavia fa eliminare i testimoni a suo sfavore da un killer. L'ultimo testimone rimasto in vita è Trent. Il killer, travestito da prete, attira Trent in un vicolo e poi lo accoltella: le urla della ragazzina attirano però dei passanti e Trent viene soccorso, pur finendo in coma. In seguito la ragazzina aiuta i Ranger a tracciare l'identikit del killer ed egli tenta di ucciderla, dopo aver ucciso anche la ritrattista dei Ranger; viene però difesa da Carlos e da Walker, che riesce a sconfiggere l'assassino e lo arresta. Alex tenta di rinviare il processo senza riuscirci, ma Trent si risveglia e testimonia contro il boss, facendolo condannare.
● Guest Star: Gianni Russo (Foley), Gary Busey (Donovan Riggs), Andrea Fay Friedman (Sally), Deion Sanders (sé stesso)

## Il bene e il male
- Titolo originale: The Principal
- Diretto da: Jerry Jameson
- Scritto da: Nicholas Corea

### Trama
Bolt, un professore in un istituto tecnico, costringe i suoi studenti a spacciare droga, uccidendo inoltre il preside che l'aveva scoperto. Walker, che era amico del preside, non crede all'ipotesi che quest'ultimo si sia suicidato e si infiltra nella scuola fingendosi il nuovo preside, mentre Trivette sostituisce il capo della sicurezza, arrestato per droga. Per distogliere i ragazzi dallo spaccio Walker li fa assistere a uno spettacolo in cui alcuni atleti danno prove di forza diffondendo inoltre un messaggio contro la droga. Uno degli studenti cerca di tirarsi indietro, ma il professore criminale glielo impedisce ferendolo; mentre Walker inizia a sospettare dell'insegnante quest'ultimo decide di eliminare il ragazzo prima che possa parlare e lo porta su un tetto per gettarlo di sotto. Walker, precipitandosi sul posto, salva il giovane e lotta con il professore che poi cade nel vuoto.
● Guest Star: Morgan Stevens (Preside Henson), James Remar (Professor Bolt), Evan Jones (uno dei ragazzi), Eric Jungmann (uno dei ragazzi)

## Un rivale scomodo
- Titolo originale: Team Cherokee: Part 1 e 2
- Diretto da: Michael Preece
- Scritto da: Bruce Cervi e John Lansing

### Trama
Un gruppo di Cherokee ha fondato una squadra della Nascar con l'intenzione di utilizzare i soldi dell'eventuale vincita per costruire una scuola nella riserva. Durante la gara il pilota dei Cherokee riesce a vincere pur non avendo sostituito le gomme, poiché quelle di scorta erano state tagliate. Walker, che assisteva alla gara, intuisce che vi sono stati altri sabotaggi e inizia a indagare sospettando il capo di una squadra avversaria. Nel frattempo Trent indaga sulla scomparsa di una bambina, scopre che essa è stata rapita e assieme a Carlos la salva da un pedofilo. In vista di una nuova gara uno dei membri del Team Cherokee, invidioso di non essere lui il pilota, si lascia corrompere dalla squadra rivale e dietro pagamento danneggia i freni dell'auto, che ha un incidente in pista; il pilota sopravvive all'incidente, pur dovendo rinunciare alla gara successiva. Walker decide di sostituirlo e inizia ad allenarsi seguito dal capo-squadra Nuvola Rossa. Intanto Trent e Carlos devono recuperare la loro auto, che è stata rubata, e arrestano i ladri. Poco prima della gara decisiva l'auto del Team Cherokee viene nuovamente danneggiata, ma Walker e Nuvola Rossa catturano i colpevoli e assieme all'intera squadra rimettono in sesto la macchina. Walker riesce a vincere la gara, mentre Trivette arresta il capo della squadra avversaria.
● Guest Star: Judy Herrera (Rachel)
- Questo episodio rappresenta l'ultima apparizione della serie per James Wlcek e per Marco Sanchez, che hanno interpretato rispettivamente Trent Malloy e Carlos Sandoval. I due diventano protagonisti di uno spin-off della serie chiamato Sons of Thunder, che viene cancellato dopo sole sei puntate a causa dei bassi ascolti.

## Schiave bianche
- Titolo originale: Live-girls.now
- Diretto da: Jerry Jameson
- Scritto da: Bruce Cervi e John Lansing

### Trama
Trivette è ora fidanzato e accompagna la sua ragazza, Kristin, da un fotografo che dice di selezionare future modelle. Il fotografo è tuttavia collegato ad alcuni criminali che hanno rapito varie ragazze per venderle come schiave; il giorno dopo Kristin difatti è scomparsa. Trivette, seguendo un'intuizione di Walker, controlla un sito di modelle che aveva trovato su internet e scopre che tutte le ragazze fotografate su di esso sono sparite. Il sito, che ora contiene anche la foto di Kristin con un falso nome, è in realtà un'asta su internet; i due Ranger arrestano il fotografo, poi si spacciano per compratori per partecipare all'asta e localizzare la banda. I criminali scoprono però il trucco e abbandonano il loro covo. Nel frattempo le ragazze sono state comprate in blocco da un principe, ma i Ranger piombano sul posto, arrestano i criminali e liberano Kristin e le altre; Kristin deve però trasferirsi per lavoro, allontanandosi da Trivette.

## Test mortale
- Titolo originale: No Way Out
- Diretto da: Eric Norris
- Scritto da: Bruce Cervi e John Lansing

### Trama
Alex e Walker stanno cercando un regalo per il compleanno di Trivette; a loro insaputa Caleb Hooks, un trafficante d'armi già apparso nell'episodio Il vendicatore, è tornato in libertà ed è sempre intenzionato a eliminare Walker, che aveva ucciso suo fratello in una sparatoria. Per attirare in trappola il Ranger, Hooks cattura Trivette e Alex, chiudendoli in una stanza che si sta riempiendo d'acqua. Intende rapire anche C.D., ma Walker riesce a neutralizzare i suoi uomini e a salvare l'amico. Hooks così telefona al Ranger e gli spiega cosa deve fare per liberare i suoi amici prima che affoghino. Walker, ricevuto l'ordine di recarsi in un cimitero, vi entra, ma l'agguato degli uomini di Hooks fallisce, così come il tentativo del criminale di fare esplodere Walker all'interno di una cabina telefonica. Intanto Trivette e Alex, ormai congelati dall'acqua, cercano di tenersi svegli e Alex ricorda varie situazioni in cui Walker l'aveva salvata. Quando la situazione comincia a diventare tragica Trivette rassicura Alex dicendo che Hooks non è tanto diverso dagli altri criminali affrontati e sconfitti da Walker. Walker riesce dopo molte difficoltà a trovare il covo del criminale, uccide gli uomini di guardia e spara sulla stanza in cui si trovano gli amici, che ha una parete di vetro, svuotandola. Hooks cerca di ucciderlo, ma Walker spara a sua volta e lo uccide, poi rianima Alex con la respirazione bocca a bocca salvandola. I due, cessato il pericolo, festeggiano il compleanno di Trivette.
● Guest Star: Michael Parks (Caleb Hooks)

## Missione in incognito
- Titolo originale: Brothers in Arms
- Diretto da: Eric Norris
- Scritto da: Nicholas Corea

### Trama
Trivette rimane sconvolto quando riconosce in uno spacciatore appena arrestato suo fratello maggiore Simon. Quest'ultimo, un tempo il migliore agente dell'F.B.I., era poi divenuto un delinquente provocando l'odio di Jimmy, convinto inoltre che Simon abbia causato la morte della loro madre per disperazione. Entrambi avevano perso il padre quando erano ancora piccoli. Nel frattempo Simon, fatto scarcerare dal boss per cui lavora, riceve l'ordine di uccidere Jimmy e gli spara. In realtà, Simon svela ai Ranger di essere un agente in incognito e Jimmy finge di morire per mantenere la copertura, ma rimprovera il fratello per non avergli detto prima la verità. Simon spiega che, oltre al suo capo del bureau, aveva rivelato la sua missione segreta anche alla madre, pregandola di non dirglielo mai, e quindi non è morta per causa sua, bensì aveva dovuto fingersi in preda alla disperazione per non metterlo in pericolo di vita. Inoltre, ha scoperto che il boss ha organizzato nella sua villa un incontro con altri boss della droga il giorno seguente. Mentre i Ranger fanno irruzione nella villa, Simon lotta con il boss e rischia di essere ucciso, ma Jimmy spara sul criminale salvando così suo fratello.
● Guest Star: Grand L. Bush (Simon Trivette)

## Scherzi della mente
- Titolo originale: Mind Games
- Diretto da: Michael Preece
- Scritto da: Robin Madden

### Trama
Maisie, un'amica di C.D., è sconvolta dopo la morte del figlio Brian, in apparenza annegato mentre pescava. In realtà l'uomo è stato ucciso dalla moglie e dal suo amante, che lo hanno stordito e gettato nel lago per poi inscenare un incidente. La vedova decide inoltre di drogare Maisie per farla sembrare pazza e ottenerne l'affidamento, così da sfruttarne la ricchezza. Nel frattempo Walker e Trivette cercano di fermare un evaso che ha già ucciso alcune persone durante la fuga. Dato che il compagno di cella del criminale sta aspettando un nuovo processo, i Ranger immaginano che l'evaso sia stato incaricato di uccidere l'ultimo testimone rimasto; lo aspettano quindi a casa dell'uomo e lo arrestano. C.D. intanto ha scoperto che Maisie viene drogata e che la morte di suo figlio non è stata casuale, ma viene a sua volta scoperto e la vedova decide di eliminarlo. Walker e Trivette, a loro volta avvertiti da Alex, arrivano però sul posto salvando C.D. e catturando la vedova e il suo amante. Maisie lascia una donazione al centro sociale di Alex.
● Guest Star: Gwen Verdon (Maisie), Robin Thomas (Brian), Roxanne Hart (moglie di Brian)

## Il potere degli angeli
- Titolo originale: Power Angels
- Diretto da: Eric Norris
- Scritto da: Leslie Pike (soggetto); Bruce Cervi e John Lansing (sceneggiatura)

### Trama
Una banda che organizza scommesse clandestine uccide uno dei giocatori che non riusciva a pagare i debiti; un altro giocatore, figlio di un pastore protestante, viene graziato poiché suo padre sta organizzando una grande raccolta di fondi per i poveri e i delinquenti intendono impadronirsi di quei soldi. Il giovane è obbligato ad aiutarli altrimenti suo padre verrebbe ucciso e procura due costumi da angeli affinché i delinquenti si confondano con gli aiutanti del prete. Nel frattempo i Ranger sono impegnati in una competizione con alcuni agenti tedeschi e si crea una rivalità tra Trivette e uno degli avversari. Oltre a ciò Walker e Trivette indagano sulla morte dell'uomo e scoprono che è collegata alle scommesse: i due Ranger fermano uno dei colpevoli, che però muore durante una sparatoria. Il resto della banda compie la rapina e spara al reverendo che cercava di fermarli, ma suo figlio gli si para davanti, finendo ferito al suo posto; i ladri tentano di fuggire ma vengono poi arrestati. La gara tra i Ranger e gli agenti tedeschi finisce in parità e Trivette diventa amico del suo avversario.

## Il coraggio di Jacob
- Titolo originale: Jacob's Ladder
- Diretto da: Michael Preece
- Scritto da: Janet A. Wilson e Michael L. Wilson

### Trama
Un quartiere di Dallas è dominato da una banda di teppisti e il loro capo, Loco, si è reso colpevole anche di omicidio. Un'anziana signora è disposta a testimoniare contro di lui, ma i teppisti la minacciano e le incendiano la casa per farla rinunciare: l'anziana resiste, ma al processo l'avvocato di Loco riesce a farla sembrare una testimone non credibile per l'età avanzata e il criminale evita la condanna. Nel frattempo un pompiere di nome Jacob è deluso dal figlio, che ha danneggiato alcune auto e deve svolgere svariate ore di servizio al centro di Alex. Poiché Alex e Walker cercano di convincere altre persone a denunciare la banda, i delinquenti incendiano altre case, sparando anche ai pompieri per impedire loro di spegnere le fiamme; Jacob e un altro pompiere penetrano ugualmente in una casa salvando un uomo e un neonato che vi erano dentro. Uno dei teppisti spara allora a Jacob che finisce in coma; in seguito Walker e Trivette salvano un uomo dall'aggressione della banda, ma egli non collabora poiché teme che Loco lo faccia uccidere. La stessa persona, nuovamente nel mirino dei teppisti, si rifugia nel centro di Alex, che viene incendiato: il figlio di Jacob spegne l'incendio, mentre i Ranger arrestano l'intera banda e questa volta gli abitanti sono disposti a testimoniare. Infine Jacob si riprende e riceve un premio per il suo coraggio sul lavoro.

## Mister "O" (1)
- Titolo originale: In Harm's Way: Part 1
- Diretto da: Jerry Jameson
- Scritto da: Gordon T. Dawson e Nicholas Corea

### Trama
Alcuni criminali mascherati irrompono in una villa e uccidono tutti i presenti, filmando la scena per terrorizzare le vittime nelle rapine successive. Qualche giorno dopo un'altra famiglia viene uccisa, tranne una ragazza che i delinquenti rapiscono come "regalo" per il loro capo. Infastiditi inoltre dalle indagini dei Ranger, i componenti della banda aggrediscono C.D. per lasciare un avvertimento a Walker; egli tuttavia aspetta i criminali in una villa, arrestandoli assieme a Trivette. Intanto la ragazza rapita viene trovata morta e Walker arresta il presunto capo della banda, che si fa chiamare Mister "O", trovando poi nella sua casa una videocassetta in cui lo si vede violentare e uccidere la vittima. Dato che il criminale viene processato in un altro Stato, Walker e Alex prendono un aereo per consegnare la prova in aula; un militare corrotto agli ordini di Mister "O" li mitraglia però con il suo elicottero e l'aereo precipita in un lago.
- È la seconda e ultima volta che la serie si conclude con un cliffhanger, e anche in questo caso verrà risolto nell'episodio successivo che apre l'ottava stagione